# Pseudosieversia japonica
Pseudosieversia japonica là một loài bọ cánh cứng trong họ Cerambycidae.